# Vota Juan
Vota Juan fue una serie de televisión española cómica producida por 100 Balas que se estrenó en Movistar y TNT el 25 de enero de 2019. La serie cuenta la historia del político Juan Carrasco, un Ministro de Agricultura que desea llegar a ser Presidente del Gobierno. Vota a Juan está protagonizada por Javier Cámara en el papel de Juan y María Pujalte como la jefa de prensa Macarena Lombardo. 
La serie tuvo continuidad con dos temporadas bajo el nombre de Vamos Juan en la 2ª temporada y Venga Juan en la 3ª temporada, con gran parte del reparto.
El 12 de abril de 2023, la serie se emitió en abierto en Cuatro, canal de televisión del grupo Mediaset España.

## Reparto

### Temporada única (2019)

#### Principal
- Javier Cámara – Juan Carrasco
- María Pujalte – Macarena Lombardo
- Nuria Mencía – Carmen Müller
- Adam Jezierski – Víctor Sanz

##### Con la colaboración especial de
- Joaquín Climent – Luis Vallejo (Episodio 1 - Episodio 3; Episodio 5 - Episodio 8)

#### Recurrente
- Pedro Ángel Roca – Pascual Anduga (Episodio 1 - Episodio 6)
- Esty Quesada – Eva Carrasco (Episodio 2 - Episodio 4; Episodio 6 - Episodio 8)
- Yaël Belicha – Paula (Episodio 2 - Episodio 3; Episodio 6 - Episodio 8)
- Mona Martínez – Simona (Episodio 2 - Episodio 3; Episodio 6)

#### Episódico
- Elena Seijo – Carmen Feijoo (Episodio 1)
- Coté Soler – Delegado Xunta (Episodio 1)
- Pepa Lucas – Periodista (Episodio 1; Episodio 3)
- Mireia Portas – María Isabel (Episodio 2)
- Ángel Saavedra – Regidor (Episodio 2)
- Pilar Matas – Señora de Tudela (Episodio 3)
- Algis Arlauskas – Embajador Ruso (Episodio 3)
- Manuel Ramos – Periodista (Episodio 3)
- José Luis Marín – Chofer Berlina (Episodio 3)
- Sandra Collantes – Directora de Instituto (Episodio 4)
- Juan Díaz Riquelme – Alumno Discapacitado (Episodio 4)
- Elisa Hipólito – Alumna Firma (Episodio 4)
- Alicia Santos – Alumna Pregunta (Episodio 4)
- Álvaro de Juana – Alumno (Episodio 4)
- Teresa Peiroten – Hija de Recalde (Episodio 4)
- Ricardo Lacámara – Amancio Juriel (Episodio 5)
- Edu Rejón – Camarero Agrupación (Episodio 5)
- Jonathan Tapia – Militante (Episodio 5)
- Fernando Rodríguez – Locutor Radio (Episodio 5)
- Miguel Brocca – Camarero (Episodio 6)
- Juan Carlos Martín – Compañero Juan (Episodio 6)
- Diego Paris – Compañero Juan (Episodio 6)
- Miguel Maldonado – Guardia de Seguridad (Episodio 7)
- Elvira Cuadrupani – Ejecutiva (Episodio 7)
- Pedro Almagro – Ejecutivo (Episodio 7)
- Alexandra Quejido – Maquilladora (Episodio 7)

##### Con la colaboración especial de
- Cristóbal Suárez – Ignacio Recalde (Episodio 4)
- Pepe Ocio – Roberto (Episodio 4)
- Pilar Gómez – Pepa (Episodio 5)
- José Luis Martínez – Ramón Aguilar (Episodio 5)
- Natalia Dicenta – Arantza (Episodio 6)
- Llum Barrera – Sofía Palacios (Episodio 7)
- Óscar de la Fuente – Adriano Berenguer (Episodio 7)

##### Artista Invitado
- Mario Gas – Presidente (Episodio 7 - Episodio 8)

## Episodios y audiencia
| Temporada | Temporada | Episodios | Estreno             | Final                 | Audiencia    | Audiencia | Audiencia |
| Temporada | Temporada | Episodios | Estreno             | Final                 | Espectadores | Cuota     |           |
| --------- | --------- | --------- | ------------------- | --------------------- | ------------ | --------- | --------- |
|           | 1         | 8         | 25 de enero de 2019 | 15 de febrero de 2019 | —            | —         |           |
| Total     | Total     | 8         | 2019                | —                     | —            | —         |           |

### Temporada única (2019)
| N.º (serie) | N.º (temp.) | Título       | Director(es)       | Guionista(s)                                                       | Fecha de emisión      | Audiencia     |
| ----------- | ----------- | ------------ | ------------------ | ------------------------------------------------------------------ | --------------------- | ------------- |
| 1           | 1           | «Episodio 1» | David Serrano      | Juan Cavestany y Diego San José                                    | 25 de enero de 2019   | 56 000 (0,3%) |
| 2           | 2           | «Episodio 2» | David Serrano      | Juan Cavestany, Diego San José, Daniel Castro y Víctor García León | 25 de enero de 2019   | 49 000 (0,3%) |
| 3           | 3           | «Episodio 3» | David Serrano      | Juan Cavestany, Diego San José, Daniel Castro y Víctor García León | 1 de febrero de 2019  | 58 000 (0,3%) |
| 4           | 4           | «Episodio 4» | David Serrano      | Juan Cavestany, Diego San José, Daniel Castro y Víctor García León | 1 de febrero de 2019  | 40 000 (0,3%) |
| 5           | 5           | «Episodio 5» | Víctor García León | Diego San José, Daniel Castro y Víctor García León                 | 8 de febrero de 2019  | 88 000 (0,5%) |
| 6           | 6           | «Episodio 6» | Víctor García León | Diego San José, Daniel Castro y Víctor García León                 | 8 de febrero de 2019  | 58 000 (0,3%) |
| 7           | 7           | «Episodio 7» | Víctor García León | Diego San José y Tom Fernández                                     | 15 de febrero de 2019 | —             |
| 8           | 8           | «Episodio 8» | Víctor García León | Diego San José y Tom Fernández                                     | 15 de febrero de 2019 | —             |